# Józef Rymer
Józef Rymer (9. únor 1882, Zabelkov u Ratiboře – 5. prosinec 1922 Katovice) byl slezsko-polský aktivista a politik.
Před první světovou válkou působil ve Sjednocených polských odborech (Zjednoczenie Zawodowe Polskie), polské odborové organizaci v Německém císařství. Byl taktéž členem Nejvyšší lidové rady (Naczelna Rada Ludowa), politické organizace Poláků v Německu. Díky své činnosti se stal terčem útoků a dokonce i pokusu o atentát ze strany německých nacionálních extrémistů (Freikorps). Po válce se stal jedním z vůdců Slezských povstání. Byl zvolen do polského Sejmu a v červnu 1922 se stal prvním vojvodou autonomního Slezského vojvodství. Zemřel 5. prosince 1922 na záchvat mrtvice.